# Mongol birodalmi pecsét

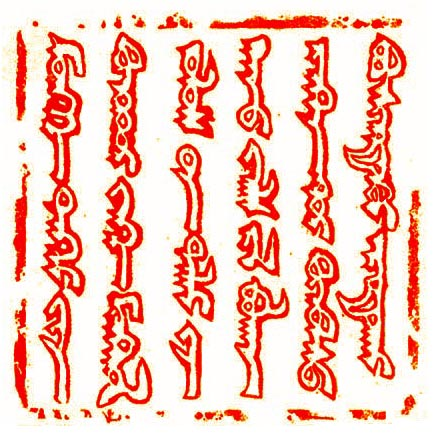
Güjük kán pecsétje hagyományos mongol írással a IV. Ince pápához írt levelén (1246)

A mongol birodalmi (nagykáni) pecsét (tamga), a mongol uralkodók által használt pecsét az ország legmagasabb államhatalmának jelképe. Mongólia nagykánjának tekintélyét és nyilvánosan kihirdetett jogi normáit megerősítő fontos jegy volt. Az első nagykáni pecsétnyomót Dzsingisz kán parancsára készítették.

## Története
A Mongol birodalomban az állami pecsét nagykán általi használata a najman tartomány elfoglalása után vált szokássá, és Kubiláj kán idejéig maradt használatban. Kubiláj a trónra lépése (1260) után saját új pecsétjét kezdte használni, Dzsingisz kán pecsétje pedig eltűnt. 1271-ben az utódállam a nevét is Nagy Jüan Államra változtatta, és ettől kezdve új pecsétet használtak. A 17. századi mongol történelem forrásai, mint például Luvszandanzang arany krónikája (Altan Tobcsi  "Aranyfoglalat"), a Sárga krónika  (Sar Túj) és Erden krónikája (Erdenijn tobcsi  "Drágakőfoglalat") azt állítják, hogy amikor Togon Temür kán kínai földről elmenekült (1368), a kínai császári pecséttel  érkezett Mongóliába.
Ezeknek a tudósításoknak a fő hibája az, hogy a mongol birodalom pecsétjéről legendák és szóbeli közlések alapján íródtak, anélkül, hogy gondosan ellenőrizték volna a hitelességüket. Például Togon Temür kán pecsétjét Dzsingisz kán és a Jüan-dinasztia pecsétjének tartották, majd a kínai császárok jáde pecsétjének legendája keveredett a szájhagyományba, és számos legenda született a kínai császári pecsét sorsáról is.

## A pecsétnyomó anyaga

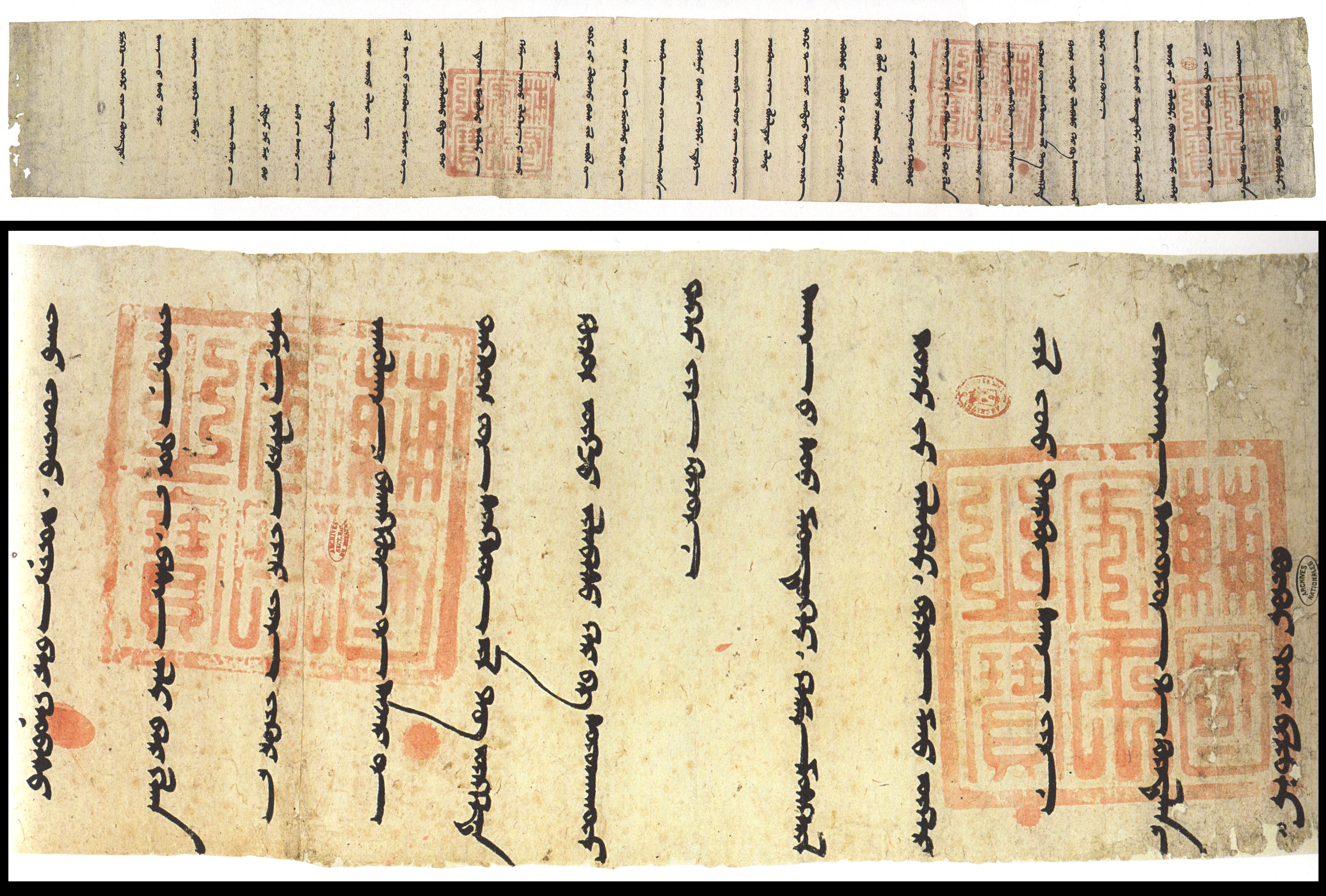
Argún ilhán mongol nyelvű levele IV. (Szép) Fülöp francia királyhoz (1289)

A kutatók körében máig vitatott az a kérdés, hogy milyen anyagból készült a kán állami pecsétje. A témával foglalkozó szakirodalomban azt feltételezik, hogy Dzsingisz kán állampecsétje jádéből készült. Egy kutató (M. Enhpürev) megpróbált bizonyítékot találni arra vonatkozóan, hogy Dzsingisz kán aranypecsétet használt. Minthogy a mongolok mindig is a halál árnyékát rejtő fémnek tekintették az aranyat, kétséges, hogy az aranyat pecsétnyomók készítésére használták volna.
Egy másik tudós az emlékirataiban azt írta, hogy noha a szentpétervári Ermitázsban a világ minden tájáról őriznek pecsétnyomókat, de közöttük egyetlen arany sincs. Azonban az írott források megemlítik, hogy a pecsétnyomókat értékes anyagokból, például acélból, jadéból, ezüstből készítették, és különféle módon használták azokat:
- acél pecsétnyomót a büntetésekkel és a törvények végrehajtásával kapcsolatos rendeletekhez
- jáde pecsétnyomót a nyilvános ceremóniákról szóló rendeletekhez
- ezüst pecsétnyomót az egyes ügyekben kiadott rendeletekhez használtak.

## Mérete

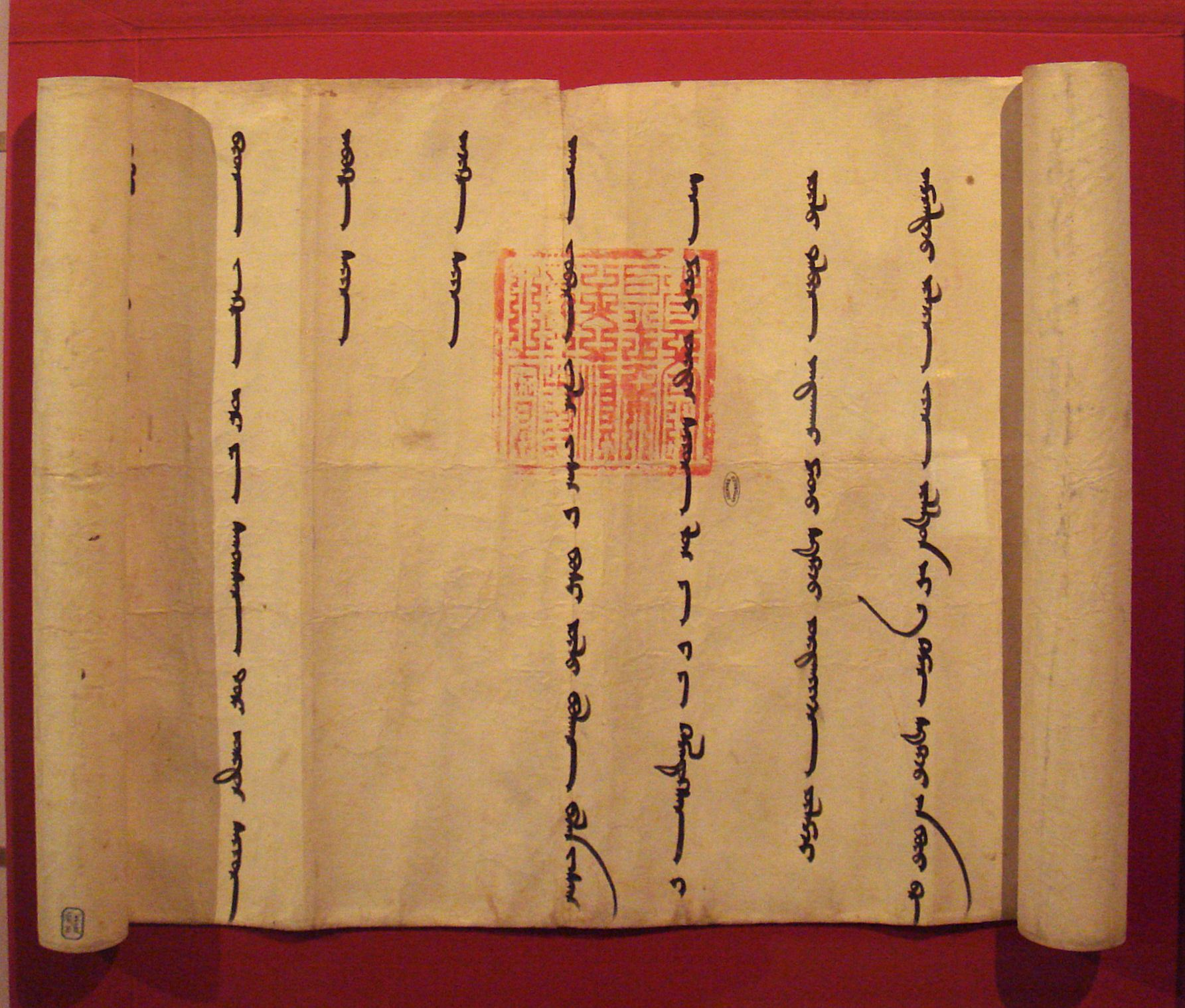
Öldzsejtü ilhán (1280–1304–1316) mongol nyelvű levele IV. Fülöp francia királyhoz (1305)

Ami Dzsingisz kán első állami pecsétjének méretét illeti, azt a későbbi kánok avignoni ("francia") pápához írott levelein, valamint Dzsingisz kán hivatalos levelein és a pápának küldött felszólító levelein fennmaradt, mongol betűkkel írt pecsétek bizonyítják. A pecsét mérete nem puszta véletlen. Általánosságban elmondható, hogy az a régi mongolok által használt mértékekből ered. Jelenleg is élő hagyomány, hogy valami hosszát és szélességét emberi testrészek méretével fejezik ki. Ilyen mértékegységek az ujj (хуруу [hurú]), a tenyér (алга дарам [alga daram] = 5 ujj), a szőm (сөөм), a tő (төө), a könyök (тохой [tohoj] = 3 tő), az ald (алд = 6 tő), az ald delem (алд дэлэм = 9 tő).
A pecsétek a használójuk rangjától függően eltérő méretűek voltak:
- tő méretűt a kagán, az uralkodó kán
- szőm méretűt a kormánytisztviselők és kormányzók
- 4 ujjnyit a törzsfőnökök, helyi uralkodók, hercegek
- 3 ujjnyit egyes források szerint a miniszterek és katonai vezetők
- 1 ujjnyit vagy hüvelykujjnyit (hijúr) az alacsonyabb rangú írnokok és a rangban alattuk állók

az identitásuk jeleként használtak.
A pecsét elhelyezkedése szigorúan szabályozott volt, minthogy az jelentette a garanciát az okmány hitelességére.

## A Jüan-dinasztia uralkodóinak pecsétjei

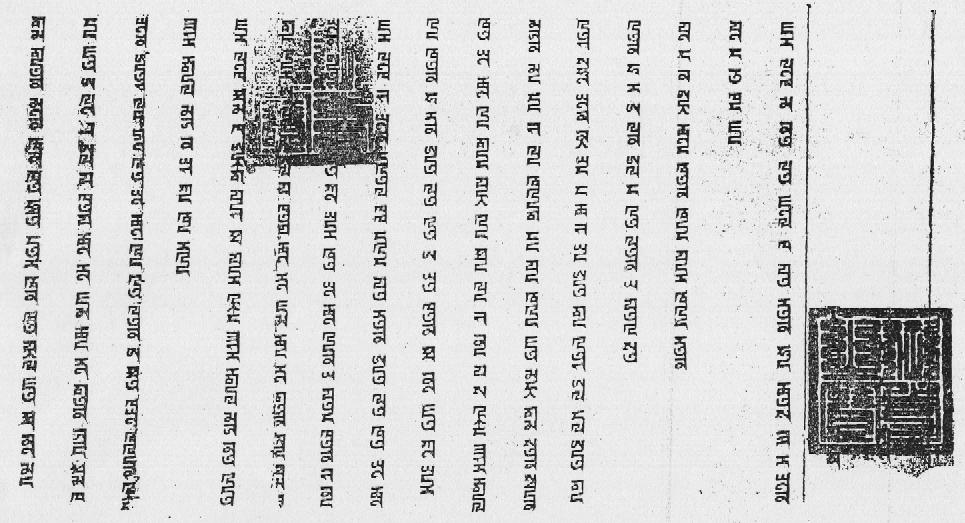
Jeszün Temür kán (1293–1323–1328) pecsétjével ellátott kínai nyelvű rendelet

1276-ban elfogták a Déli Szung uralkodóját, kormánytisztviselőit és lefoglalták a pecsétjeit. Ettől az időszaktól kezdve a han királyok pecséthasználatának számos szabályát kezdték alkalmazni. Az egyes Jüan-dinasztiabeli uralkodók pecsétjei az idők során változtak. A mongol földekre menekült Togon Temür kán magával vitt kínai császári pecsétje utóbb a politikai csatározások során elveszett. A 16. század második felében az az álhír kelt lábra, hogy újra megtalálták, de mára beigazolódott, hogy ez csak legenda.
A Jüan-dinasztia idején az uralkodó az okmány tartalmától függően 8-féle pecsétet használt, köztük
- a parancsok pecsétjét
- állami címerpecsétet
- az isteni mester pecsétjét
- a királyi hivatal pecsétjét
- az isteni mester hitelesítő pecsétjét,
- továbbá olyan pecséteket, mint például a császári hitelesítő pecsét.

Ezeken kívül a királyi család minden nemese használt pecsétet.

## Fordítás
- Ez a szócikk részben vagy egészben  a(z)   Их Монгол улсын их хааны тамга című mongol Wikipédia-szócikk ezen változatának fordításán alapul.  Az eredeti cikk szerkesztőit annak laptörténete sorolja fel. Ez a jelzés csupán a megfogalmazás eredetét és a szerzői jogokat jelzi, nem szolgál a cikkben szereplő információk forrásmegjelöléseként.